# 火星のプリンセス
『火星のプリンセス』（かせいのプリンセス、英: A Princess of Mars） は、エドガー・ライス・バローズのSF冒険小説。初版は1917年。バローズのデビュー作であり、火星シリーズの第1作。

## 概要
主人公のジョン・カーターは、アメリカの元南軍大尉であるが、生まれ育った記憶がなく、年齢も不詳。幽体離脱で火星（バルスーム）に瞬間移動した後、剣で火星生物や火星人と対決し、恋と冒険に生きる。
SFというよりも、ヒロイック・ファンタジーに似る。しかし、後に「剣と魔法」（Sword and Sorcery）と言われることになるヒロイック・ファンタジーの特徴のうち、「魔法」の部分はきわめて希薄である。火星の飛行船の飛行原理なども科学技術（SF考証）によって説明されていて、魔術や呪術の類は、シリーズを通してほとんど登場しない。惑星冒険ものの嚆矢である（後述）。
「カーターの手記（遺稿）」という形式をとっており、一人称小説として書かれている。好評につき続編が書かれ、全11巻となった。第3作『火星の大元帥カーター』までは3部作として構成され、ジョン・カーターが主人公、デジャー・ソリスがヒロインを務めている。シリーズ中期では両者とも出番が激減しており、後期で主人公格に復帰している。

### 掲載の経緯
1911年に、『デジャー・ソリス、火星のプリンセス』（Dejah Thoris, Princess of Mars）というタイトルで未完の原稿をオール・ストーリーズ・マガジン社に送ったところ、編集長のトーマス・ニューウェル・メトカーフがこれを気に入り、原稿を完成させるよう依頼。1912年2月号から6月号にかけて、『オールストーリー』に『火星の月の下で』（Under the Moons of Mars）というタイトルで連載された。原稿料は400ドルだったという。
この時のペンネームはノーマン・ビーン(Norman Bean)であったが、これは誤植であり、本来はノーマル・ビーン(Normal Bean)だったという（Normal Beanに「普通のそら豆」という意味だが、「正常な頭脳」の意味もある。これは、余りに突飛な作品のため、「正気なのか?」という読者のクレームをかわす意味らしい）。
執筆時のタイトル
1. My First Adventure on Mars
2. The Green Martians
3. Dejah Thoris, Martian Princess
4. Under the Moons of Mars

### 日本での反響・評価
日本においては、東京創元新社（現東京創元社）の編集者厚木淳の判断で、「火星シリーズ」全11巻が企画された。その第1巻として出版され、武部本一郎の美麗な挿絵が添えられた。海外でも武部の画は人気がある。なお、当初は小西宏が翻訳した（1965年）が、後に厚木淳版が刊行された（1980年）。また、小西訳であった第6巻までも厚木が訳すこととなった。
なお、厚木によると、本書の出版以前は、地球外を舞台としたSF小説は月どまりだった。「地球と火星と舞台にした雄大なスケール、怪奇冒険小説のスリルとSF的興味が渾然一体となったその面白さ」がスペースオペラの典型を確立、1920年代のSF隆盛と多くの後継者を生んだという。

## あらすじ
エドガー・ライス・バローズ の叔父、ジョン・カーターが突然亡くなった。遺言により、叔父の埋葬と遺産を管理することになったバローズは、次のような叔父の手記を手にした。
ジョン・カーターは、過去の記憶が希薄な、元南軍騎兵大尉。金鉱探索中のある夜、彼はアパッチ族に襲われ、アリゾナの洞窟で幽体離脱し、忽然と火星に移動した。
火星（バルスーム）は、大気製造工場や飛行艇を持つなど、地球より発達した科学を持つものの、海は干上がり、惑星としては滅びの道を歩んでいた。最初に遭遇した火星人 は、六肢の緑色火星人で、部族間や他人種への略奪に明け暮れ、親子の情愛とは無縁の種族だった。次に出会った赤色人 も、それぞれに王国（都市国家）を作り、戦争や決闘に明け暮れていた。
ジョン・カーターは、緑色人のサーク族に捕らえられる。ところが、驚異的な身体能力 で緑色人社会で一定の地位を得、タルス・タルカスという友人もできる。ある日、カーターは地球人そっくりの人間に遭遇する。それは科学調査の途上、野蛮な緑色人の捕虜となった、赤色人王国ヘリウムのプリンセスにして絶世の美女、デジャー・ソリスだった。
いくつかの誤解を克服してデジャー・ソリスの信頼を勝ち得たカーターは、邪悪な緑色人皇帝タル・ハジュスの元からデジャー・ソリスを連れて脱走する。ヘリウムへ向かう旅の途中、緑色人ワフーン族の襲撃を受け、カーターは一人で敵を引き受けてデジャー・ソリスを逃がすが、その時、デジャー・ソリスはカーターに愛を告白する。
紆余曲折の末、カーターは、ようやくヘリウムの隣国、赤色人王国ゾダンガにたどり着く。そこで目撃したのは、愛するデジャー・ソリスが、ゾダンガの王子サブ・サンと結婚の約束をする姿であった。カーターは、サーク族の新皇帝となったタルス・タルカスの助けを受け、戦いの末、デジャー・ソリスを取り戻す（緑色人が赤色人国家に協力するのは、極めて稀なことである）。
カーターとデジャー・ソリスは結ばれ、愛の結晶の卵の孵化を待つばかりとなるが、「大気製造工場が停止し、大気が無くなる」という未曾有の危機が迫っていた。暗証番号を知るのは、今やカーターしかいない。彼は大気が薄くなる中、空気製造工場へ急行、大気を取り戻すための技師を工場に送り込み、意識を失う。
目覚めた時、カーターがそこに見たのは、かつて地球を後にした時の見覚えのあるアリゾナの洞窟と、元の自分の体だった。彼は発見した金鉱で裕福に暮らすも、火星への思慕はつのるばかり。そして、2度目の火星への旅が迫っていることを、彼は感じていた。

## 主な登場人物
以下、主人公以外は火星人、及び火星生物である。
ジョン・カーター（John Carter）
主人公。地球人で、バージニア州の元南軍大尉。友情に厚く、信義を重んじる。剣の達人。
デジャー・ソリス（Dejah Thoris）
ヒロイン。赤色人で、ヘリウム王国の王女。絶世の美女。
ヘリウムを救うため、交戦国のゾダンガに嫁ぐ決意をする。
ソラ
緑色人で、サーク族の娘。捕虜であるジョン・カーターや、デジャー･ソリスの世話役。
緑色人としては例外的に、親子の情愛を持っており、両親のことも知っている。
タルス・タルカス
緑色人で、サーク族の副首領。カーターの親友となる。
タル・ハジュス
緑色人で、サーク族の邪悪な皇帝。
カントス・カン
赤色人で、ヘリウムの海軍士官。カーターの友人となる。
サブ・サン
赤色人で、ゾダンガの王子。デジャー･ソリスに想いを寄せている。
ウーラ
キャロット（犬に相当する火星の生物で、10本脚）。ジョン･カーターの愛獣だが、元はサーク族が、カーターへの「見張り」としてつけた。戦闘力は大白猿（4本腕）と互角。

## 日本語版
複数の邦題があるので、タイトル別に分類する。
火星のプリンセス
| 出版社/レーベル                     | 刊行       | 翻訳       | 画                   |
| ----------------------------------- | ---------- | ---------- | -------------------- |
| 創元推理文庫                        | 1965年10月 | 小西宏     | 武部本一郎           |
| 講談社                              | 1967年5月  | 亀山龍樹   | 司修                 |
| 角川文庫                            | 1967年7月  | 小笠原豊樹 | 遠藤拓也             |
| 秋元書房＜ヤングシリーズ2＞         | 1968年9月  | 谷元次郎   | 小松崎茂             |
| 偕成社＜SF名作シリーズ15＞          | 1968年11月 | 野田開作   | 池田竜雄、武部本一郎 |
| 集英社＜ジュニア版世界のSF13＞      | 1970年2月  | 内田庶     | 岩淵慶造             |
| 秋元文庫                            | 1978年5月  | 谷元次郎   | 高井吉一、小松崎茂   |
| 創元推理文庫                        | 1980年2月  | 厚木淳     | 武部本一郎           |
| 岩崎書店＜冒険ファンタジー名作選2＞ | 2003年10月 | 亀山龍樹   | 山本貴嗣             |
| 創元SF文庫                          | 2012年3月  | 厚木淳     |                      |
| 小学館文庫                          | 2012年3月  | 小笠原豊樹 | 三浦均               |

火星の王女
| 出版社/レーベル                        | 刊行      | 翻訳     | 画         |
| -------------------------------------- | --------- | -------- | ---------- |
| 集英社＜マーガレット文庫世界の名作30＞ | 1976年    | 白木茂   | 三谷美枝子 |
| 岩崎書店＜SFこども図書館8＞            | 1976年2月 | 亀山龍樹 | 沢田重隆   |
| ぎょうせい＜少年少女世界名作全集20＞   | 1983年1月 | 瀬川昌男 | 伊藤展安   |

その他
| 邦題                                 | 出版社/レーベル                                       | 刊行       | 翻訳     | 画                 |
| ------------------------------------ | ----------------------------------------------------- | ---------- | -------- | ------------------ |
| 火星のジョン・カーター               | 岩崎書店＜SF世界の名作8＞                             | 1966年12月 | 亀山龍樹 | 鈴木康行・沢田重隆 |
| 火星の月のもとで                     | 早川書房 ＜世界SF全集31「世界のSF（短編集）古典篇」＞ | 1971年7月  | 関口幸夫 |                    |
| 合本・火星シリーズ1 火星のプリンセス | 創元SF文庫                                            | 1999年6月  | 厚木淳   | 武部本一郎         |

『火星の月のもとで』は、途中の一部を抽出して訳したもの。サム・モスコウィッツ編著の古典SFアンソロジー兼研究書"Under the MOONS of Mars"に収録された同作品と抽出箇所が一致することから、これを翻訳したものと思われる。All Story誌に掲載された作品の翻訳ではない（雑誌掲載されたのは、はしがき（Foreword）と「XV Sola Tells Me Her Story」の章が省かれていたこと以外は長編と同一作品）。
『合本・火星シリーズ1 火星のプリンセス』は、『火星の女神イサス』と『火星の大元帥カーター』を併録。

## 映画
2012年に公開されたアンドリュー・スタントン監督によるディズニー映画『ジョン・カーター』についてはリンク先を参照。

### アバター・オブ・マーズ
『アバター・オブ・マーズ』（Princess of Mars）は、エドガー・ライス・バローズの1917年のSF小説『火星のプリンセス』に基づいて、2009年に独立系映画スタジオのアサイラムが製作したアメリカ合衆国の映画作品で、オリジナルDVD作品として供給された。この映画の宣伝素材の中では、原作小説がジェームズ・キャメロン監督の『アバター』にも部分的に影響を与えていることが述べられている。ヨーロッパでは、『The Martian Colony Wars』という別タイトルで発売された。
映画『アバター』と小説『火星のプリンセス』を混ぜた内容で作られたモックバスターである。
キャストは以下の通り。括弧内は日本語吹き替え。
- ジョン・カーター - アントニオ・サバト・Jr.（落合弘治）
- デジャ・ソーリス姫 - トレイシー・ローズ（弓場沙織）
- タルス・タルカス - マット・ラスキー（金光宣明）
- サブ・サン - チャコ・ヴァダケス（永野善一）
- ソラ - ノエル・ペリス（梨花まゆり）
- カントス - マット・レーガン（岩田安宣）